# معیار فاصله واسرشتاین
در ریاضیات، فاصله واسرشتاین یا متریک کانتوروویچ – روبینشتاین یک تابع فاصله است که بین توزیع‌های احتمال در یک فضای متریک معین مانند {\displaystyle M} تعریف می‌شود. این نام به افتخار لئونید واسرشتاین گرفته شده است.
به‌طور شهودی، اگر هر توزیع به عنوان یک واحد مقدار زمین (خاک) روی انباشته شده بر روی {\displaystyle M} در نظر گرفته شود، متریک واسرشتاین حداقل «هزینه» تبدیل یک پشته به دیگری است، که فرض می‌شود این مقدار برابر با حاصلضرب مقدار زمینی که باید جابجا شود در میانگین فاصله ای است که باید جابجا شود. این مشکل برای اولین بار توسط Gaspard Monge در سال ۱۷۸۱ رسمیت یافت. به دلیل این قیاس، متریک در علوم کامپیوتر به عنوان فاصله حرکت دهنده زمین شناخته می‌شود.
نام «فاصله واسرشتاین» توسط RL Dobrushin در سال ۱۹۷۰، پس از یادگیری آن در کار Leonid Vaseršteĭn در مورد فرآیندهای مارکوف در توصیف سیستم‌های بزرگ اتوماتا (روسی، ۱۹۶۹) ابداع شد. با این حال این متریک برای اولین بار توسط لئونید کانتوروویچ در روش ریاضی برنامه‌ریزی و سازماندهی تولید (اصلی روسی ۱۹۳۹) در زمینه برنامه‌ریزی بهینه حمل و نقل کالاها و مواد تعریف شد؛ بنابراین برخی از محققان استفاده از اصطلاحات "متریک کانتوروویچ" و "فاصله کانتوروویچ" را تشویق می‌کنند. اکثر نشریات انگلیسی زبان از املای آلمانی "Wasserstein" استفاده می‌کنند (منسوب به نام "Vaseršteĭn" (روسی: Васерштейн) که از ریشه ییدیش است).